# Памятник Пушкину (Тбилиси)
Памятник Пушкину — в Тбилиси, в Пушкинском сквере.
Скульптор Ф. Ходорович.

## История
Открыт в 1892 году, к 55-летней годовщине со дня смерти великого русского поэта А. С. Пушкина, в городском «Новом саду» (заложенном чуть ранее — в 1885 году), недалеко от того места, где в свой приезд в Тифлис (1829 год) останавливался Пушкин («пушкинский» дом не сохранился, мемориальная доска на фасаде д. 5 по улице Пушкина). Инициатором создания памятника выступил тифлисский полицеймейстер Россинский. Был организован сбор средств.
Отливка бюста из бронзы была выполнена на заводе Верфеля в Петербурге — одном из ведущих предприятий Российской империи по изготовлению художественной бронзы, пьедестал из алгетского красного и серого камня изготовлен в тифлисской мастерской Винченцо Пиладжи. Современники критиковали художественные достоинства бюста поэта
В 2007 году один из лидеров парламентского большинства Нугзар Циклаури выразил намерение обратиться в администрацию грузинской столицы с предложением переименовать сквер имени Пушкина в сквер имени Варшавы.